# Jaume Duch
Jaume Duch Guillot (Barcelona, 1962. február) az Európai Parlament szóvivője. Ezt a posztot 2006 júliusától ideiglenes, majd 2008 júliusától állandó minőségben tölti be.

## Foglalkozás
Az Európai Parlament szóvivőjeként Duch Guillot elsősorban a Brüsszelbe akkreditált sajtóorgánumok tudósítóit tájékoztatja az Európai Parlamenttel mint intézménnyel kapcsolatban. Szóvivői minőségében rendszeresen elnököl a parlament plenáris üléseivel foglalkozó sajtótájékoztatókat, valamint támogatja a parlament elnökét a sajtóval való kapcsolattartásban.
Duch Guillot vezeti emellett az Európai Parlament kommunikációs főigazgatóságán belül a médiaigazgatóságot, ideértve a sajtószolgálatot, a webkommunikációs és az audiovizuális osztályt, valamint a parlament webtévéjét, az europarltv-t.

## Életrajzi adatok
Korábban Duch Guillot a parlamenti sajtószolgálatot vezette (1999–2006), és az Európai Parlament akkori néppárti elnöke, José Maria Gil-Robles sajtótanácsosaként dolgozott (1997–1999).
Tisztviselőként 1990 óta dolgozik az Európai Parlamentnél, ezt megelőzően pedig egy európai parlamenti képviselő asszisztense volt (1987–1989). A spanyolul, katalánul, franciául, angolul és olaszul beszélő Duch Guillot a Barcelonai Egyetemen szerzett jogi diplomát. Nős, három gyermek édesapja. Számos az EU-s kommunikációval kapcsolatos cikk szerzője.

## Külső hivatkozások
- “The media like drama, the EU cannot deliver it” (Portrait of Duch Guillot produced during the European Youth Media Days)